# USS Thomas (DD-182)
USS Thomas (DD–182) là một tàu khu trục thuộc lớp Wickes của Hải quân Hoa Kỳ trong giai đoạn Chiến tranh Thế giới thứ nhất, sau được chuyển cho Anh Quốc dưới tên gọi HMS St Albans (I15), nhưng hoạt động trong hầu hết Chiến tranh Thế giới thứ hai như là chiếc HNoMS St Albans với thành phần thủy thủ đoàn người Na Uy, trước khi được chuyển cho Liên Xô năm 1944 như là chiếc Dostoyny. Nó là chiếc tàu chiến đầu tiên của Hải quân Hoa Kỳ được đặt tên theo Đại úy Hải quân Clarence Crase Thomas (1886-1917), người được biệt phái cùng đội vũ trang trên tàu buôn SS Vacuum, và đã tử trận khi Vacuum bị tàu ngầm Đức phóng ngư lôi đánh chìm; Thomas trở thành sĩ quan Hải quân Hoa Kỳ đầu tiên tử trận trong Thế Chiến I, ông được truy tặng Huân chương Chữ thập Hải quân.

## Thiết kế và chế tạo
Thomas được đặt lườn vào ngày 23 tháng 3 năm 1918 tại xưởng tàu của hãng Newport News Shipbuilding and Dry Dock Company ở Newport News, Virginia. Nó được hạ thủy vào ngày 4 tháng 7 năm 1918, được đỡ đầu bởi bà Evelyn M. Thomas, vợ góa Trung úy Thomas, và được đưa ra hoạt động vào ngày 25 tháng 4 năm 1919 dưới quyền chỉ huy của Hạm trưởng, Thiếu tá Hải quân Harry A. McClure.

## Lịch sử hoạt động

### USSThomas
Thomas hoạt động ngoài khơi bờ Đông Hoa Kỳ trong các chuyến đi huấn luyện và tập trận cho đến khi được cho xuất biên chế tại Philadelphia vào ngày 30 tháng 6 năm 1922. Vào lúc này, nó được mang ký hiệu lườn DD–182 khi Hải quân Hoa Kỳ áp dụng phương thức đánh số hiệu lườn tàu vào ngày 17 tháng 7 năm 1920. Con tàu bị bỏ không trong lực lượng dự bị tại Xưởng hải quân Philadelphia trong 18 năm tiếp theo.
Được cho nhập biên chế trở lại vào ngày 17 tháng 6 năm 1940, khi Hải quân Hoa Kỳ cần tăng cường số lượng tàu chiến hoạt động thường trực nhằm đáp ứng yêu cầu Tuần tra Trung lập tại các vùng biển tiếp cận, Thomas được phân về Đội khu trục 79 trực thuộc Hải đội Đại Tây Dương. Nó hoạt động một thời gian ngắn trong nhiệm vụ huấn luyện và tập trận ngoài khơi bờ Đông cho đến khi được chọn để chuyển cho Anh Quốc theo Thỏa thuận đổi tàu khu trục lấy căn cứ. Nó đi đến Halifax, Nova Scotia vào ngày 18 tháng 9 năm 1940 trong đợt chuyển giao thứ hai, một phần trong số 50 tàu khu trục sàn phẳng bốn ống khói được chuyển giao để đổi lấy quyền thuê lại các căn cứ chiến lược tại vùng Tây bán cầu. Sau một giai đoạn làm quen và huấn luyện với thủy thủ đoàn người Anh, Thomas được chính thức chuyển giao vào ngày 23 tháng 9 năm 1940. Tên nó sau đó được cho rút khỏi danh sách Đăng bạ Hải quân vào ngày 8 tháng 1 năm 1941.

### HMSSt Albans(I15)
Được đổi tên thành HMS St Albans (I15) và nhập biên chế cùng Hải quân Hoàng gia Anh, chiếc tàu khu trục lên đường đi sang quần đảo Anh vào ngày 29 tháng 9. Sau một chặng dừng tại St. John's, Newfoundland, nó về đến Belfast, Bắc Ireland, vào ngày 9 tháng 10. Nó cùng với ba tàu chị em St Mary's (USS Bagley (DD-185)), Bath (USS Hopewell (DD-181)) và Charlestown (USS Abbot (DD-184)) được phân về Hải đội Rải mìn 1 như lực lượng hộ tống thường trực. Hoạt động ngoài khơi bờ biển phía Tây Scotland, chúng tham gia các hoạt động rải mìn ban đầu tại eo biển Đan Mạch ngăn cách giữa Iceland và Greenland.
Xen kẻ giữa các hoạt động rải mìn, St Albans còn tham gia hộ tống các đoàn tàu vận tải. Vào các ngày 17 và 18 tháng 1 năm 1941, nó tìm kiếm những người sống sót của chiếc SS Almeda Star, vốn bị đắm do trúng ngư lôi phóng từ tàu ngầm U-boat Đức U-96 vào ngày 17 tháng 1. Nó trải qua một đợt sửa chữa tại Chatham trong tháng 2 nhằm chuẩn bị để được chuyển giao cho Hải quân Hoàng gia Na Uy lưu vong vào ngày 14 tháng 4.

### HNoMSSt. Albans
St. Albans chỉ vừa mới đi vào hoạt động với thủy thủ đoàn người Na Uy khi nó mắc tai nạn va chạm với HMS Alberic, làm đắm chiếc tàu quét mìn và bản thân chịu hư hại đến mức phải được sửa chữa trong ụ tàu. Khi sẵn sàng để hoạt động trở lại, St. Albans gia nhập Đội hộ tống 7 và hoạt động từ Liverpool. Vào ngày 12 tháng 6, nó vớt những người sống sót của chiếc tàu hơi nước SS Empire Dew bị đắm do trúng ngư lôi từ tàu ngầm U-48 và đưa họ quay về Liverpool an toàn.
Trên đường hộ tống Đoàn tàu SL 81 từ Sierra Leone quay trở về Anh, nó đã phối hợp cùng tàu khu trục HMS Wanderer và tàu corvette lớp Flower HMS Hydrangea trong việc đánh chìm tàu ngầm U-401 vào ngày 3 tháng 8 năm 1941. Trong các hoạt động bảo vệ vận tải sau đó trên các tuyến đường giữa Tây Phi và quần đảo Anh, nó cũng nhiều lần tấn công nhắm vào tàu ngầm U-boat đối phương, nhưng không ghi nhận thêm chiến công nào.
Trong mùa Thu tiếp theo, thời tiết khắc nghiệt đã gây hư hại nặng cho cấu trúc của St. Albans khi nó đang hộ tống Đoàn tàu ON 22 vào ngày 8 tháng 10; các thủy thủ Na Uy đã xoay xở đưa được nó đến Reykjavík, Iceland vào ngày hôm sau. Sau khi sửa chữa, nó tiếp tục nhiệm vụ hộ tống vận tải cùng Đội hộ tống 7 cho đến năm 1942. Vào tháng 3, nó hộ tống chiếc tàu sân bay HMS Illustrious bị hư hại đi từ Liverpool đến River Clyde, và trong tháng tiếp theo đã hộ tống cho Đoàn tàu PQ 15 chuyển vũ khí sang Nga, một chiến dịch chịu đựng áp lực tấn công bởi máy bay và tàu ngầm Đức nặng nề làm mất ba tàu Đồng Minh.
Tuy nhiên, trong chiến tranh, lỗi lầm khi nhận diện cùng những sai sót dẫn đường đôi khi có thể đưa đến tai hại. Trong một trường hợp, sự kết hợp các yếu tố này đã dẫn đến thảm họa khi St Albans cùng với tàu quét mìn HMS Seagull đã đánh chìm tàu ngầm Ba Lan OPR Jastrząb vào ngày 2 tháng 5, khiến năm thành viên thủy thủ đoàn thiệt mạng. Một tòa án đã khám phá rằng Jastrząb đang ở cách vị trí 100 dặm, tại một khu vực thường gặp tàu ngầm U-boat hoạt động, và cả hai vị chỉ huy đều không bị kết tội. Tuy nhiên, kết luận này bị các nguồn khác tranh cãi.
Cuối tháng đó, St. Albans gia nhập Đội Hộ tống Đặc biệt Liverpool. Trong số các con tàu được nó bảo vệ vào đầu tháng 6 bao gồm chiếc tàu biển chở hành khách RMS Queen Elizabeth của hãng tàu Cunard-White Star khi nó đi từ vùng quần đảo Anh đến mũi Hảo Vọng chở binh lính trên đường hướng sang Trung Đông. Sau một đợt tái trang bị tại Falmouth từ tháng 7 đến tháng 10 năm 1942, St Albans lại hoạt động cùng Đội Hộ tống Đặc biệt cho đến cuối năm 1942. Đến tháng 1 năm 1943, nó phục vụ như là tàu mục tiêu trong việc huấn luyện phi công thuộc Bộ chỉ huy Duyên hải của Không quân Hoàng gia Anh.
Vào tháng 2, St. Albans lên đường tiến vào Bắc Hải về phía bờ biển Scandinavia để truy tìm một tàu buôn Na Uy được báo cáo đang tìm cách thoát khỏi vùng biển do Đức kiểm soát. Trong nhiệm vụ này, chiếc tàu khu trục bị máy bay Đức tấn công nhưng thoát được mà không bị hư hại. Được chuyển sang Lực lượng Hộ tống Tại chỗ phía Tây không lâu sau đó, nó đặt căn cứ tại Halifax và làm nhiệm vụ hộ tống vận tải tại khu vực Tây Đại Tây Dương trong thời gian còn lại của năm 1943. Rời Halifax bốn ngày sau lễ Giáng Sinh, nó đi đến Tyne vào ngày 10 tháng 1 năm 1944, nơi nó được đưa về thành phần dự bị.

### Dostoyny
Vào ngày 16 tháng 7 năm 1944, Anh Quốc chuyển St. Albans cho Hải quân Liên Xô, vốn đổi tên nó thành Dostoyny (tiếng Nga: Достойный). Con tàu phục vụ cùng Xô Viết cho đến khi được hoàn trả cho Anh vào ngày 28 tháng 2 năm 1949 tại Rosyth, Scotland. Cuối cùng, chiếc tàu chiến kỳ cựu từng treo cờ của bốn nước bị tháo dỡ tại Charlestown, Anh vào tháng 4 năm 1949.